# Christian Carl Gambs

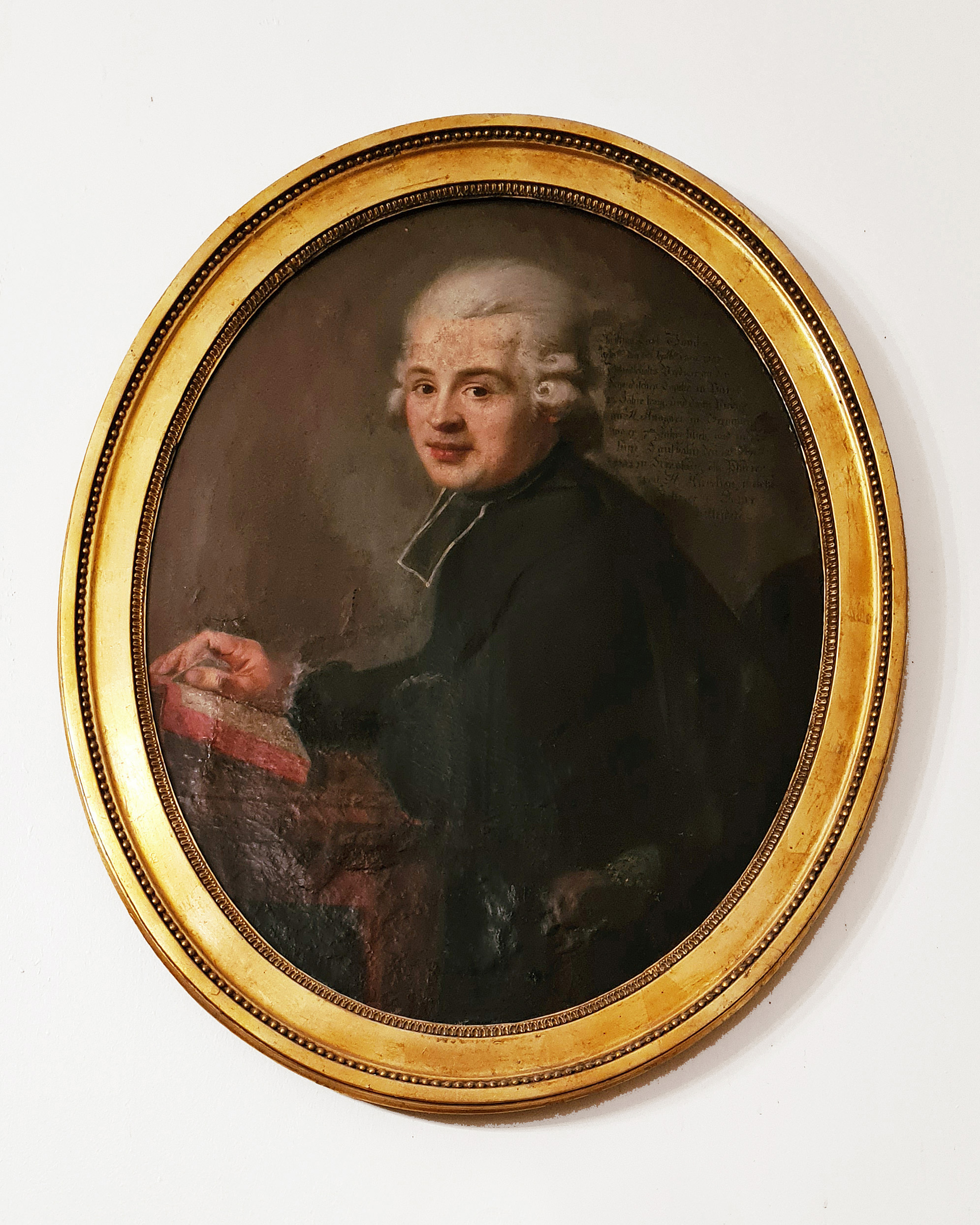
Christian Carl Gambs

Christian Carl Gambs (* 6. September 1759; † 12. September 1822) war ein deutscher Theologe und Prediger.
Als Gesandtschaftspfarrer an der Christuskirche (Paris) wurde er dadurch bekannt, dass er während der Französischen Revolution zusammen mit seinem dänischen Amtsbruder Christian August Wilhelm Göricke als einziger christlicher Seelsorger in Paris ausharrte und dort auf Deutsch und Französisch predigte. Nach der Ausweisung wurde er Pfarrer an St. Ansgarii in Bremen. Eine Skizze dieser Ereignisse findet sich in Sonne für unser Leben.

## Familie
Gambs war der Großvater des Malers Otto Frommel sowie des Theologen Max Frommel und des Hofpredigers und Volksschriftstellers Emil Frommel, dessen Sohn Otto Frommel (1862–1930) Gesandtschaftspfarrer in Rom wurde.

## Werke
- Predigten gehalten in der St. Ansgarikirche zu Bremen. Müller, Bremen/Aurich 1808.